# Kallavesi
Kallavesi je jezero srednje veličine u Sjevernoj Savoniji, istočna Finska, smješteno oko grada Kuopio. U kombinaciji s jezerima Suvasvesi, Juurusvesi–Akonvesi, Muuruvesi, Melavesi i Riistavesi Kallavesi čini sustav jezera površine 890 km2 nazvan Iso-Kalla. Kallavesi je najveće jezero u regiji i deseto najveće jezero u zemlji.

## Vanjske poveznice
|  | Zajednički poslužitelj ima još gradiva o temi Kallavesi |